# カール・ルートヴィヒ (アンハルト＝ベルンブルク＝シャウムブルク＝ホイム侯)
カール・ルートヴィヒ（Karl Ludwig von Anhalt-Bernburg-Schaumburg-Hoym, 1723年5月16日 - 1806年8月20日）は、ドイツのアンハルト＝ベルンブルク＝シャウムブルク＝ホイム侯。オランダ共和国軍の将軍。

## 生涯
アンハルト＝ベルンブルク＝シャウムブルク＝ホイム侯ヴィクトル1世とその最初の妻でイーゼンブルク＝ビューディンゲン＝ビルシュタイン伯ヴィルヘルム・モーリッツの娘であるシャルロッテ・ルイーゼ（1680年 - 1739年）の間の息子として生まれた。非常に若くしてオランダ軍に入隊し、ステフェンスヴェールト（現オランダ領リンブルフ州マースガウ）に駐屯した。この町でオランダ軍の要塞勤務の少佐（Platzmajor）の娘ベニアミーネ・ゲルトルート・カイザー（1729年 - 1787年）と知り合い、1748年3月25日から26日にかけての真夜中に、両親の許可も得ず彼女と秘密裏に結婚式を挙げた。司式をした牧師はこの件で罪に問われた際、ヴィクトル1世に宛てた書状で次のように弁解した。すなわち、婚礼の招待客はカイザー家側の者ばかりで、牧師の理解できないフランス語しか話さず、婚礼は父侯爵の同意を得て行っているものと信じていた、と。結婚生活はすぐに破綻し、カール・ルートヴィヒは1749年には妻を捨てて家を出ている。このため離婚訴訟に発展し、1757年に婚姻無効が宣言された。
カール・ルートヴィヒはその後オランダ軍で昇進し、歩兵軍の陸軍中将及びティールの軍司令官となった。また、プロテスタント系ドイツ騎士団のレーネン支部の支部長（コムトゥル）の役職にも就いた。1772年父の死後に侯家当主となり、後に皇帝軍に仕えた。

## 結婚と子女
最初の妻となったベニアミーネ・ゲルトルート・カイザーとの間に娘1人をもうけた。
- ヴィクトリア・ヘートヴィヒ・カロリーネ（1749年 - 1841年） - 1776年トマ・ド・マイ・ド・ファヴラ侯爵と結婚

1765年12月12日ブラウンフェルスで、ゾルムス＝ブラウンフェルス侯フリードリヒ・ヴィルヘルムの娘エレオノーレ（1734年 - 1811年）と再婚し、間に5人の子をもうけた。
- ヴィクトル・カール・フリードリヒ（1767年 - 1812年） - アンハルト＝ベルンブルク＝シャウムブルク＝ホイム侯
- ヴィルヘルム・ルートヴィヒ（1771年 - 1799年） - 第1次シュトッカッハの戦い（ドイツ語版）で戦死
- アレクシウス・クレメンス（1772年 - 1776年）
- ゾフィー・シャルロッテ（1773年 - 1774年）
- カロリーネ・ウルリーケ（1775年 - 1782年）